# Episodi de Le cronache di Narnia (prima stagione)
La prima stagione della serie televisiva Le cronache di Narnia è stata trasmessa in prima visione sulla rete televisiva britannica BBC One dal 13 novembre al 18 dicembre 1988. I sei episodi che compongono la stagione si basano sul romanzo Il leone, la strega e l'armadio, primo libro scritto da C. S. Lewis facente parte della saga Le cronache di Narnia.
In Italia la stagione è stata distribuita direttamente su supporto DVD.
| nº | Titolo originale                                  | Titolo italiano                                   | Prima TV UK      | Prima TV Italia |
| -- | ------------------------------------------------- | ------------------------------------------------- | ---------------- | --------------- |
| 1  | The Lion, the Witch & the Wardrobe: Episode One   | Il leone, la strega e l'armadio: episodio uno     | 13 novembre 1988 |                 |
| 2  | The Lion, the Witch & the Wardrobe: Episode Two   | Il leone, la strega e l'armadio: episodio due     | 20 novembre 1988 |                 |
| 3  | The Lion, the Witch & the Wardrobe: Episode Three | Il leone, la strega e l'armadio: episodio tre     | 27 novembre 1988 |                 |
| 4  | The Lion, the Witch & the Wardrobe: Episode Four  | Il leone, la strega e l'armadio: episodio quattro | 4 dicembre 1988  |                 |
| 5  | The Lion, the Witch & the Wardrobe: Episode Five  | Il leone, la strega e l'armadio: episodio cinque  | 11 dicembre 1988 |                 |
| 6  | The Lion, the Witch & the Wardrobe: Episode Six   | Il leone, la strega e l'armadio: episodio sei     | 18 dicembre 1988 |                 |